# 交通系ICカード全国相互利用サービス

ICカード間の相互利用関係（クリックで拡大）。

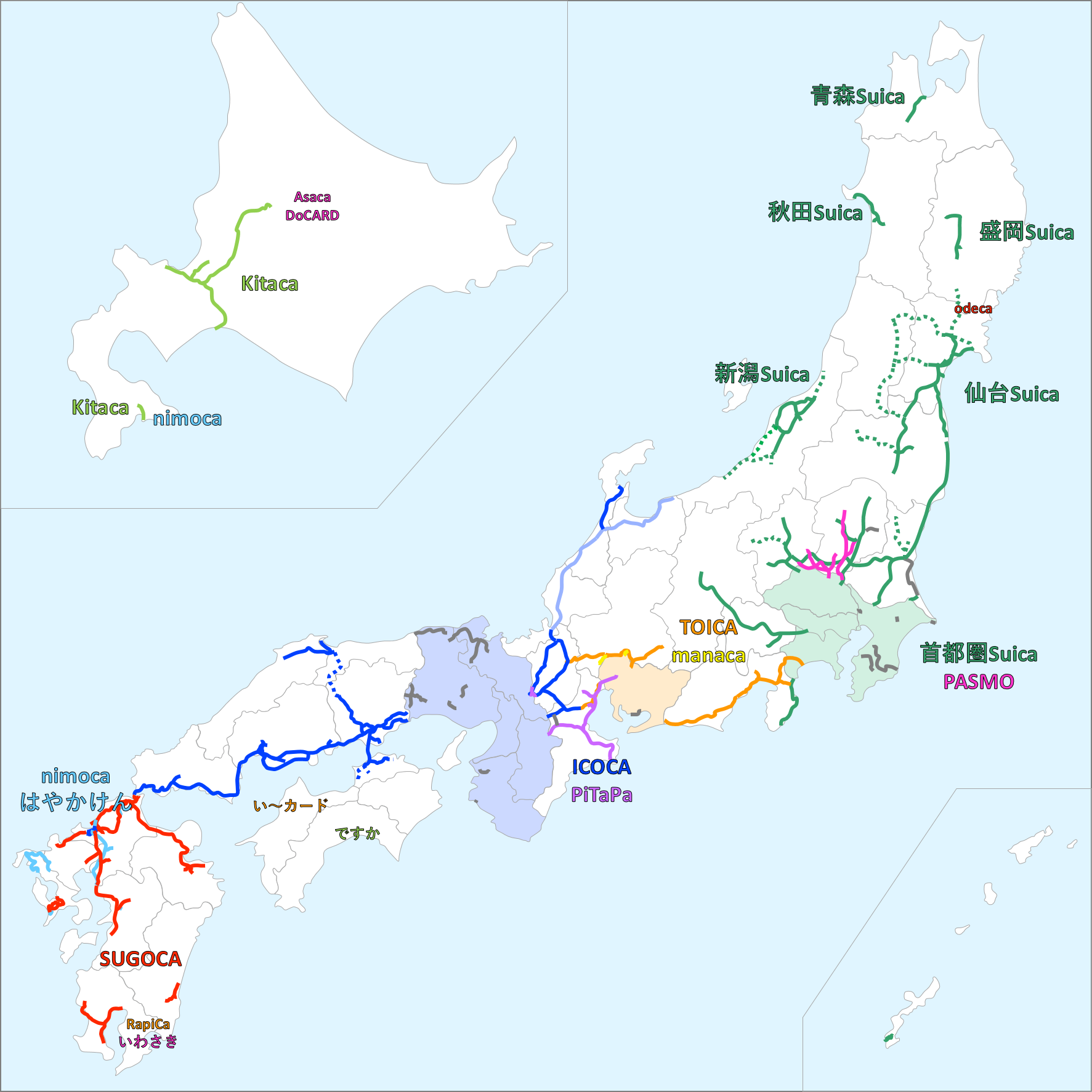
新幹線を除く10カードのエリアと、10カードエリア外の主な交通系ICカード

交通系ICカード全国相互利用サービス（こうつうけいアイシーカードぜんこくそうごりようサービス）は、日本の乗車カードのうち、非接触型ICカード方式を採用している電子マネー機能付き乗車カード（以下、「交通系ICカード」と記す）のうち以下の11団体が発行する全10種類のカードについて、乗車カード機能及び電子マネー機能（一部例外を除き）を相互に利用可能としているサービス。2013年3月23日から開始された。
- 北海道旅客鉄道（JR北海道、Kitaca）
- 東日本旅客鉄道（JR東日本、Suica）
- 東海旅客鉄道（JR東海、TOICA）
- 西日本旅客鉄道（JR西日本、ICOCA）
- 九州旅客鉄道（JR九州、SUGOCA）
- パスモ（PASMO）
- 名古屋交通開発機構（マナカ）・エムアイシー（manaca）
- スルッとKANSAI（PiTaPa）
- 福岡市交通局（はやかけん）
- 西日本鉄道（nimoca）

上記各社が発行する10種類のカードを総称して10カードと呼ぶことがある。

## 概要
上記の10種類の交通系ICカード（以下10カード）について、どのカードを所持していても原則として別のICカードエリアで乗車カードとして利用できる（他エリアでは使えないという事がなく、持ち出しても有効）というものである。また、10カードが個別に相互利用協定を結んでいるこれら以外のカードのエリアでも利用可能となっている。
PiTaPa以外の9種類の交通系ICカードについては、電子マネーとしての相互利用も可能となっている（PiTaPaが加わっていない理由は「#電子マネーとしての利用」で後述）。
10カードはICカード相互利用センターを介して相互利用に伴い発生するデータ処理等を行っている。また、これらとは別に一部の地域限定交通系ICカード（後述）については、10カードのいずれかのシステムを経由することで、10カードでの利用を可能としている。これにより、47都道府県のうち46都道府県、県庁所在地及び人口20万人以上の115都市のうち政令指定都市全20市を含む82都市では10カードを何らかの方法で利用することが可能となっている。
共通のシンボルマークが設けられており、「IC」の文字に交通系をイメージさせるパンタグラフと車輪を付けたシンプルなデザインが採用されている。このシンボルマークは改札機・運賃箱などのタッチパネル部分に表示されている。

## 導入の経緯
日本におけるICカード乗車券は2001年にJR東日本がSuicaを導入して以来全国各地に広まっていったが、導入に際してはほとんどの社局がソニーの非接触式ICカード技術「FeliCa」を採用しながら、それぞれが独自のICカード乗車券を導入する状態が続いていた。こうした中、近畿圏で2006年にJR西日本が採用しているICOCAと民鉄が採用しているPiTaPaが乗車カードとしての相互利用を開始したのを皮切りに、首都圏で2007年にPASMOがSuicaとのICカード乗車券及び電子マネー機能の完全互換利用（首都圏ICカード相互利用サービス）を前提として導入、さらには2008年に本州JR3社のICカード乗車券の相互利用が始まる など、エリア内あるいはJR同士でICカードの相互利用の動きが進められてきた。
2010年12月20日、こうした動きを一歩進める形で、交通系ICカードを発行するJR5社と福岡市交通局、PASMOとPiTaPaの参加事業者の協議会組織（PASMO協議会・スルッとKANSAI協議会）、nimocaの発行元の親会社である西日本鉄道、さらに2011年に交通系ICカード「manaca」を導入予定の名古屋市交通局と名古屋鉄道の11社局連名で10カードの相互利用サービスの検討を開始したことを発表、翌年5月18日に、2013年春の導入で合意したことを発表した。
その後細部の検討を進めた結果、2012年12月18日に2013年3月23日からのサービス開始がアナウンスされ、シンボルマークが制定された。

## 対象事業者一覧
2025年7月1日現在、322事業者で利用可能である。背景色が黄色の事業者は、鉄道事業・バス事業いずれも交通系ICカードに対応している事業者。船舶事業者は、機器システム上バス事業者に含む。
なお、交通系ICカードを乗車券としては利用できないが、電子マネーとしては利用できる（物販扱い）事業者はこちらを参照されたい。
| エリア                                     | 交通事業者 | 交通事業者 |
| ------------------------------------------ | ---------- | --- |
| Kitacaエリア                               | 鉄道       | 北海道旅客鉄道 |
| PASMOエリア                                | 鉄道       | 伊豆箱根鉄道、江ノ島電鉄、小田急電鉄、小田急箱根、京王電鉄、京成電鉄、京浜急行電鉄、埼玉高速鉄道、相模鉄道、首都圏新都市鉄道、湘南モノレール、西武鉄道、多摩都市モノレール、秩父鉄道、東急電鉄、東京地下鉄、東京都交通局、東武鉄道、東葉高速鉄道、北総鉄道、舞浜リゾートライン、ゆりかもめ、横浜高速鉄道、横浜市交通局、横浜シーサイドライン |
| PASMOエリア                                | バス       | イーグルバス、伊豆箱根バス、江ノ電バス、小田急バス、小田急ハイウェイバス、神奈川中央交通、神奈中観光、神奈中タクシー、川崎市交通局、川崎鶴見臨港バス、関越交通、関東鉄道、関鉄観光バス、関東バス、京王電鉄バス、京王バス、京成バス、京成バス東京、京成バス千葉セントラル、京成バス千葉イースト、京成バス千葉ウエスト、京成タクシーイースト、東京BRT、京浜急行バス、国際興業、小湊鉄道、相鉄バス、西武バス、西武観光バス、立川バス、東急バス、東京空港交通、東京都交通局、東武バスセントラル、東武バスウエスト、東武バス日光、朝日自動車、茨城急行自動車、国際十王交通、川越観光自動車、阪東自動車、東洋バス、千葉シーサイドバス、西東京バス、日東交通、箱根登山バス、東海バス、日立自動車交通、富士急モビリティ、フジエクスプレス、富士急バス、富士急シティバス、富士急静岡バス、石川タクシー富士、平和交通、あすか交通、西岬観光、山梨交通、横浜市交通局、横浜交通開発                            |
| Suicaエリア                                | 鉄道       | 東日本旅客鉄道、札幌市交通局、札幌市交通事業振興公社、仙台空港鉄道、仙台市交通局、埼玉新都市交通、伊豆急行、富士山麓電気鉄道、沖縄都市モノレール、宇都宮ライトレール、東京モノレール、東京臨海高速鉄道 |
| Suicaエリア                                | バス       | 東日本旅客鉄道、ジェイ・アール北海道バス、じょうてつ、北海道中央バス、ジェイアールバス関東、新潟交通、仙台市交通局、宮城交通、ジェイアールバステック、新潟交通観光バス、ミヤコーバス、越後交通、頸城自動車、アイ・ケーアライアンス、泉観光バス、ジェイアールバス東北、蒲原鉄道、岩手県交通、関東自動車、岩手県北自動車、八戸市交通部、青森市企業局、青森市コミュニティバス運行事業者、十和田観光電鉄、秋北バス、上信観光バス、群馬中央バス、日本中央バス、日本中央交通、群馬バス、矢島タクシー、永井運輸、秋田中央交通、秋田市コミュニティバス運行事業者、山交バス、山交ハイヤー、米沢市コミュニティバス運行事業者、庄内交通、宇都宮市コミュニティタクシー運行事業者、上信ハイヤー、弘南バス、花巻市コミュニティバス運行事業者、新常磐交通、アルピコ交通、長電バス、長野市公共交通活性化・再生協議会コミュニティバス・タクシー運行事業者、のざわ温泉交通、大新東、奥州市コミュニティバス運行事業者 |
| manaca（マナカ）エリア                     | 鉄道       | 名古屋市交通局、名古屋臨海高速鉄道、名古屋鉄道、豊橋鉄道、愛知高速交通 |
| manaca（マナカ）エリア                     | バス       | 名古屋市交通局、名古屋ガイドウェイバス、名鉄バス、豊栄交通、オーワ、知多乗合、北陸鉄道、名鉄東部交通、岐阜乗合自動車、豊鉄バス |
| TOICAエリア                                | 鉄道       | 東海旅客鉄道、愛知環状鉄道 |
| PiTaPaエリア                               | 鉄道       | 京阪電気鉄道、阪急電鉄、大阪市高速電気軌道、阪神電気鉄道、大阪モノレール、北大阪急行電鉄、南海電気鉄道、神戸市交通局、近畿日本鉄道、京都市交通局、静岡鉄道、水間鉄道、京福電気鉄道、能勢電鉄、山陽電気鉄道、神戸新交通、阪堺電気軌道、神戸電鉄、叡山電鉄、岡山電気軌道 |
| PiTaPaエリア                               | バス       | 京都市交通局、水間鉄道、しずてつジャストライン、南海バス、南海ウイングバス、西日本ジェイアールバス、近鉄バス、高槻市交通部、京都バス、神姫バス、神姫ゾーンバス、ウイング神姫、阪急バス、神鉄バス、阪急観光バス、奈良交通、エヌシーバス、京阪バス、京阪京都交通、京都京阪バス、江若交通、阪神バス、尼崎交通事業振興、三重交通、三交伊勢志摩交通、三重急行自動車、八風バス、本四海峡バス、神戸市交通局、岡山電気軌道、両備ホールディングス、下津井電鉄、中鉄バス、関西空港交通、大阪シティバス、淡路交通、伊丹市交通局、南海りんかんバス、和歌山バス、和歌山バス那賀、山陽バス、名阪近鉄バス、ヤサカバス |
| ICOCAエリア                                | 鉄道       | 西日本旅客鉄道、四国旅客鉄道、広島電鉄、広島高速交通、高松琴平電気鉄道、あいの風とやま鉄道、IRいしかわ鉄道、四日市あすなろう鉄道、富山地方鉄道、ハピラインふくい、伊賀鉄道、伊予鉄道、万葉線、福井鉄道、えちぜん鉄道、三岐鉄道 |
| ICOCAエリア                                | バス       | 広島電鉄、エイチ・ディー西広島、宮島松大汽船、JR西日本宮島フェリー、瀬戸内産交、野呂山タクシー、いわくにバス、広島バス、広島交通、広交観光、芸陽バス、備北交通、JRバス中国、石見交通、鞆鉄道、フォーブル、中国バス、井笠バスカンパニー、ことでんバス、江田島バス、近江鉄道、湖国バス、松江市交通局、一畑バス、宇部市交通局、おのみちバス、大阪バス、北海道バス、エルム観光バス、千歳相互観光バス、河南町コミュニティバス運行事業者、防長交通、本四バス開発、中鉄北部バス、鳥取県コミュニティバス運行事業者、備北バス、京福バス、福井鉄道、敦賀海陸運輸、敦賀観光バス、福井県美浜町、石川県小松市、伊予鉄バス、スカイレールサービス、中京交通、東京バス、帝産湖南交通、新日本観光自動車、大阪府岬町、明光バス、中島汽船、2025年日本国際博覧会協会、大阪府交野市、神戸フェリーバス |
| はやかけんエリア                           | 鉄道       | 福岡市交通局 |
| nimocaエリア                               | 鉄道       | 西日本鉄道、熊本市交通局、筑豊電気鉄道、函館市企業局、松浦鉄道、長崎電気軌道 |
| nimocaエリア                               | バス       | 西日本鉄道、西鉄バス北九州、西鉄バス佐賀、西鉄バス久留米、西鉄バス筑豊、西鉄バス大牟田、西鉄バス宗像、西鉄バス二日市、日田バス、昭和自動車、大分交通、大分バス、亀の井バス、JR九州バス、宮崎交通、佐賀市交通局、函館バス、祐徳自動車、九州急行バス、長崎県交通局、西肥自動車、させぼバス、サンデン交通、北九州市交通局、堀川バス |
| SUGOCAエリア                               | 鉄道       | 九州旅客鉄道、北九州高速鉄道 |
| SUGOCAエリア                               | バス       | 長崎自動車、さいかい交通 |
| 1. 2. 3. 4. 5. 6. 7. 8. 9. 10. 11. 12. 13. |            | |

## 利用方法

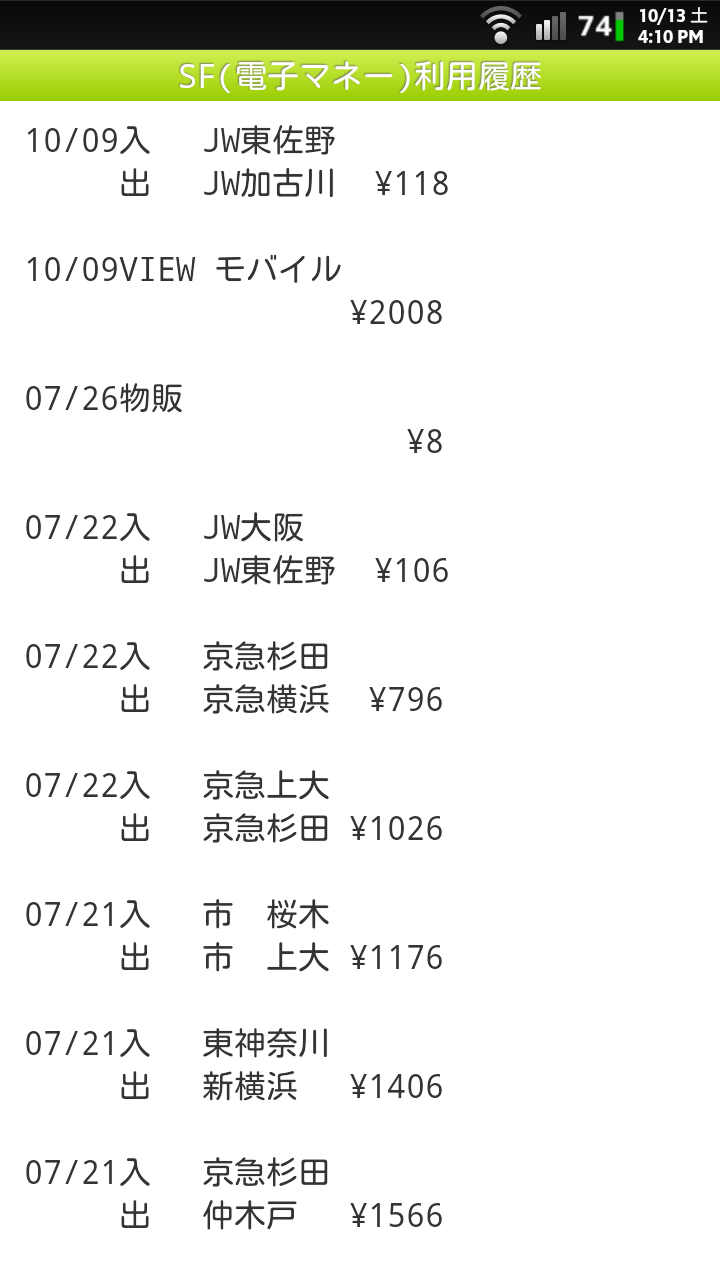
モバイルSuica使用履歴（スクリーンショット）の一例。

### IC乗車券としての利用
10カード（小児用も含む）のいずれかを持っている場合には、下記のエリアでICカード乗車券として、鉄道の改札機や路面電車・バスの乗降口に設置されているカードリーダーにタッチしてそのまま使用できる。ほとんどのケースで残高の現金チャージも相互に利用可能となっている。普通運賃と別にIC運賃がある区間では、相互利用カードを使用してもIC運賃が適用される。一部のカードで実施しているポイントサービスおよびオートチャージには、原則として当該カードエリア外では対応していない。また、PiTaPaで使用する場合はあらかじめカードに残高をチャージしておく必要がある（ICOCAの近畿圏エリアを除いてポストペイ利用はできない）。
それぞれのエリアは原則として独立しており、「SuicaとPASMO」「SUGOCAとはやかけん」の組み合わせを除いて複数のICカードエリアをまたがった連続利用はできない（中間改札などでの処理が必要になる）。2021年3月13日にSuica・TOICA・ICOCAのエリアが、2023年4月1日にICOCAとSUGOCAのエリアが連続するようになったが、JR線同士であっても、エリアをまたいだ利用は在来線IC定期券およびSuica・TOICA・ICOCAで発行した新幹線定期券「FREX」「FREXパル」に限定され、引き続きIC残高でのエリアまたぎ利用はできない。このようにIC残高でのエリアをまたぐ利用を行っていない理由として、鉄道ライターで都市交通史研究家の枝久保達也は、PASMO導入時の経緯から推察して、エリアをまたぐ利用を認める前に様々なパターンの運賃検証テストを行う必要があり、これに要するコストが利用パターンや利用者数が限られるエリアまたぎ利用に見合わないのではないかと推察している。
PASMO導入事業者のうち、関東鉄道（鉄道線）と千葉都市モノレールは交通系ICカード全国相互利用サービスに参加していないため、PASMO・Suica以外のICカードは利用できない。
一部事業者（市や交通局など）が発売している福祉乗車証（ICカード化がされたもの）などはIC乗車券としての利用のみ可能。
きっぷ購入時に適用される割引制度（往復割引や、証明書の必要となる学生割引/ジパング倶楽部/大人の休日倶楽部など）や、一部の運賃計算特例（特定都区市内・途中下車制度など）は、IC乗車券としての利用時に適用されないものがある。
相互利用可能なエリア
- Kitacaエリア
- Suicaエリア - 各地域連携ICカード導入エリアを含む
- PASMOエリア - 関東鉄道（鉄道線）、千葉都市モノレールを除く（PASMO・Suicaのみ利用可能）[PR 11]。
- TOICAエリア
- manacaエリア
- ICOCAエリア - PiTaPaと併用する社局あり
- PiTaPaエリア - 各ハウスICカード導入エリアを含む
- SUGOCAエリア
- nimocaエリア
- はやかけんエリア

片利用可能なエリア
これらのエリアでは10カードで利用できるが、逆にエリア向けに発行するカードでは10カードのエリアでは基本的に利用できない。
- Suicaのシステムを介して利用可能なエリア[2]
  - SAPICAエリア（札幌市交通局など）
  - icscaエリア（仙台市交通局など）
  - りゅーとエリア（新潟交通）
- ICOCAのシステムを介して利用可能なエリア[2]
  - IruCaエリア（高松琴平電気鉄道など）[PR 12]
- SUGOCAのシステムを介して利用可能なエリア[2]
  - エヌタスTカードエリア（長崎自動車グループ）[PR 13]

#### 新幹線乗車サービス
JR新幹線の決済済証明としてカードを使用できるサービスや乗車カード（要登録）として使用できるサービスがある（ICカードによる新幹線定期券も提供されている）。これらのサービスを利用する前提とした特別企画乗車券（早割/往復割（EX系は2026年3月廃止予定）（(東日本管内に限り大人の休日倶楽部対応）など）も存在する。
- 決済済証明に使用（残高の引き去り無し、早割系企画乗車券あり）
  - EX-IC/スマートEX（東海道・山陽新幹線・九州新幹線全線）
  - 新幹線eチケット（東北・北海道・上越・北陸・山形・秋田新幹線全線）
- 決済手段として使用（残高で決済、割引系なし）
  - タッチでGo!新幹線（JR東日本管内の各新幹線、要事前登録）
  - 定期券新幹線乗車サービス（在来線用定期券における新幹線乗車可能区間の特急料金のみ残高で決済）

新幹線eチケットとタッチでGo!新幹線が重なる場合は、乗車駅からの予約情報がある場合は新幹線eチケットが優先され、タッチでGo!新幹線/新幹線定期券使用の場合は該当予約を取消しないといけない。
（新幹線eチケット/EX-IC/スマートEX＞新幹線定期券＞定期券新幹線サービス＞タッチでGo!新幹線）が優先順位。
山形・秋田新幹線と盛岡以北の「特定特急券」（東日本管内はタッチでGo!新幹線を使用、西日本・北海道は対象外）や満席等の「立席特急券」は対象外

### 電子マネーとしての利用
PiTaPa以外の9種類の交通系ICカードについては、電子マネーとしての相互利用も可能となっており、買い物時の決済にも利用できる。
コンビニエンスストアなどでは、相互利用を前提に地元地域で発行される特定の1種類の交通系ICカードに対応しているケースが複数見られる（ローソン・ポプラなど）。大手コンビニエンスストアのセブン-イレブン・ローソン・ファミリーマート では店頭での支払いと共に現金チャージに対応するほか、セブン銀行ATMでも現金チャージに対応する。
PiTaPaが電子マネーの相互利用に加わっていないのは、他の9種類がプリペイド（チャージ残高でのみの決済）方式となっているのに対し、PiTaPaはポストペイ（一定期間の利用額を後日まとめて請求。クレジットカードと同じ）方式が前提となっているためである。また、上記の片利用可能な事業者については乗車券のみの対応であり、電子マネーは利用不可となっている。
以下の交通機関では、IC乗車券としての利用には対応していないが、駅券売機などが交通系ICカードでの決済に対応しており、交通系ICカードを使って乗車券を購入することで利用ができる。ただし、電子マネー決済となることもあり、重複して導入している場合を除きPiTaPaの利用はできない。
- Kitaca電子マネーによる決済
  - 函館山ロープウェイ - 山麓駅・山頂駅券売機での乗車券購入に限る[PR 14][12]
  - 北都交通 - 新千歳空港営業所窓口でのバス乗車券購入に限る[PR 15][PR 16]
  - 沿岸バス - 高速乗合バス（特急はぼろ号・特急ましけ号・特急あさひかわ号）の決済に限る[PR 17]
- Suica電子マネーによる決済
  - 岩手県北自動車 - 仙台宮城営業所（みちのりバス東北）運行のイオンモール新利府シャトルバスの決済に限る[PR 18]
  - 福島交通 - 飯坂線全駅の自動券売機に限る[PR 19][PR 20]
  - 佐渡汽船 - カーフェリー2等大人片道に限り専用ゲート通過時に決済（その他の席種は券売機で決済）[PR 21]
  - 長野電鉄 - 長野駅 - 須坂駅 間及び 小布施駅 ･ 信州中野駅 ･ 湯田中駅の自動券売機に限る
  - 上田電鉄 - 上田駅・下之郷駅・別所温泉駅の自動券売機に限る[PR 22]
- Suica電子マネーまたはPASMO電子マネーによる決済（どちらかは不明）
  - 茨城交通 - 高速バスみと号・茨城空港線の決済に限る[PR 23]
  - 丸建つばさ交通（けんちゃんバス） - 大人均一運賃（200円）に限り車内で決済（小児・障害者の割引運賃（100円または50円）適用の場合は現金のみ）[PR 24]
  - 東京バス - 羽田空港リムジンバス（赤羽駅東口・王子駅南口 - 羽田空港）の決済に限る[PR 25]
  - kmモビリティサービス - お台場レインボーバス（品川駅港南口・田町駅東口 - お台場エリア）の決済に限る[PR 26]
- PASMO電子マネーによる決済
  - 筑波観光鉄道[13]
  - 高尾登山電鉄（ケーブルカー・リフト）
  - 御岳登山鉄道 - 大人片道・小児片道に限りゲート通過時に決済
  - 大山観光電鉄
  - 小田急箱根（箱根ロープウェイ）
  - 東京湾フェリー[PR 27]
- manaca電子マネーによる決済
  - 名鉄海上観光船 - 河和港・師崎港での乗船券購入に限る[14]
  - 北陸鉄道（小松空港リムジンバス） - 金沢駅西口・小松空港券売機でのリムジンバス乗車券購入に限る[15]
  - 東濃鉄道 - 多治見営業所・可児営業所・瑞浪乗車券発売所および東鉄観光各店舗での定期券・一部の旅行商品購入に限る[PR 28]。
- ICOCA電子マネーによる決済
  - まちづくり加賀（日本海観光バスへ運行業務を委託） - 窓口でのキャンバス乗車券購入に限る
  - 嵯峨野観光鉄道 - トロッコ嵯峨駅・トロッコ嵐山駅・トロッコ亀岡駅窓口での乗車券購入に限る[16]
  - WILLER TRAINS（京都丹後鉄道） - 福知山駅・大江駅・西舞鶴駅・豊岡駅・久美浜駅・小天橋駅・夕日ヶ浦木津温泉駅・網野駅・峰山駅・京丹後大宮駅・与謝野駅・天橋立駅・宮津駅窓口での乗車券購入に限る[PR 29]
  - ケイルック（R'EXバス・hoopバス・K’LOOPバス） - バス車内での決済に限る[PR 30]。
  - 神戸-関空ベイ・シャトル - 神戸空港海上アクセスターミナル・関西国際空港第1ターミナルの窓口・券売機、関西国際空港第2ターミナル窓口での乗船券購入に限る[17][18]
  - ジャンボフェリー - 神戸三宮フェリーターミナル・坂手港・高松東港窓口での乗船券購入に限る[19]
  - 淡路交通（オニオンバス）[20]
  - みなと観光バス（淡路島線・オニオンバス）[21][20]
  - 智頭急行 - 上郡駅・大原駅・智頭駅窓口での乗車券類購入に限る[PR 31][PR 32]
  - 日ノ丸自動車・日ノ丸ハイヤー - 鳥取砂丘コナン空港・米子鬼太郎空港券売機・一畑バス松江駅前チケットセンター窓口・ホテル一畑フロントでのリムジンバス乗車券購入に限る[22][23]
  - 一畑電車 - 電鉄出雲市駅・大津町駅・川跡駅・雲州平田駅・一畑口駅・松江しんじ湖温泉駅・出雲大社前駅の自動券売機に限る[24]
  - 松江一畑交通 - 米子鬼太郎空港・松江しんじ湖温泉駅・出雲縁結び空港券売機・一畑バス松江駅前チケットセンター窓口・ホテル一畑フロントでのリムジンバス乗車券購入に限る[23][25][26][27]
  - 出雲一畑交通 - 出雲縁結び空港券売機でのリムジンバス乗車券購入に限る[26][28][29]
  - 中鉄バス - 岡山桃太郎空港券売機でのリムジンバス乗車券購入に限る[30][31]
  - 真庭市コミュニティバス（まにわくん） - バス車内での決済に限る[32]
  - 国際両備フェリー - 新岡山港・高松港・池田港の券売機・窓口、土庄港の窓口での岡山 - 土庄航路・高松 - 池田航路乗船券購入に限る[33][34]。土庄港の券売機は交通系ICカード利用不可。
  - 瀬戸内観光汽船 - 日生港・大部港窓口での日生 - 大部航路窓口での乗船券購入に限る[35]。
  - 瀬戸内クルージング[PR 33]
  - 瀬戸内海汽船・石崎汽船 - 広島港宇品旅客ターミナル・呉中央桟橋・松山観光港窓口での広島 - 呉 - 松山航路乗船券購入に限る[36][37]。
  - 瀬戸内シーライン - プリンスホテル港を除く各港の自動券売機、広島港宇品旅客ターミナル・宮島港窓口での乗船券購入に限る[38]。
  - 似島汽船 - 広島港宇品旅客ターミナル券売機での乗船券購入に限る[39]。
  - 広島観光開発 - 宮島ロープウエー紅葉谷駅切符売場での乗車券購入時に限る[40]。
  - ひろでんモビリティサービス - スマートムーバー（デマンドバス）での運賃支払[41]。
  - 徳島バス - 徳島駅前・徳島阿波おどり空港券売機でのリムジンバス・路線バス乗車券購入に限る[42][43]。
  - 四国フェリー - 新岡山港の券売機・窓口、土庄港の窓口での岡山 - 土庄航路乗船券購入に限る[33]。土庄港の券売機は交通系ICカード利用不可。
- SUGOCA電子マネーによる決済
  - JR九州バス（日田彦山線BRT）[44]
  - やんばる急行バス[PR 34][PR 35]
  - 沖縄エアポートシャトル[PR 34][PR 36]
- はやかけん電子マネーによる決済
  - 福岡市港湾局（福岡市営渡船）
- nimoca電子マネーによる決済
  - 下関山電タクシー（下関駅 - 山口宇部空港間シャトルバス）[45][46][47][48]
  - 鹿児島市船舶局（桜島フェリー）

### 交通系ICカードの相互利用関係
凡例
※下記は2025年3月30日現在のもの。利用制限に関する詳細な記載は一部省略している。一部の事業者が発行している「特割用カード」は相互利用の対象となっていない。
◎：乗車券機能・電子マネー機能ともに相互利用可能
◯：乗車券機能の片方向利用可能（電子マネーサービス未実施）
△：乗車券機能のみ相互利用可能・電子マネー機能は利用不可
▽：乗車券機能のみ片方向利用可能・電子マネー機能は利用不可
×：乗車券機能・電子マネー機能ともに利用不可
－：発行事業者のため対象外
|                                |                   |                      | 交通系ICカード全国相互利用サービス対象カード（所持カード） | 交通系ICカード全国相互利用サービス対象カード（所持カード） | 交通系ICカード全国相互利用サービス対象カード（所持カード） | 交通系ICカード全国相互利用サービス対象カード（所持カード） | 交通系ICカード全国相互利用サービス対象カード（所持カード） | 交通系ICカード全国相互利用サービス対象カード（所持カード） | 交通系ICカード全国相互利用サービス対象カード（所持カード） | 交通系ICカード全国相互利用サービス対象カード（所持カード） | 交通系ICカード全国相互利用サービス対象カード（所持カード） | 交通系ICカード全国相互利用サービス対象カード（所持カード） |
| 利用エリア                     | 利用エリア        | 利用エリア           | Kitaca                                                     | Suica                                                      | PASMO                                                      | TOICA                                                      | manaca                                                     | ICOCA                                                      | PiTaPa                                                     | SUGOCA                                                     | nimoca                                                     | はやかけん                                                 |
| ------------------------------ | ----------------- | -------------------- | ---------------------------------------------------------- | ---------------------------------------------------------- | ---------------------------------------------------------- | ---------------------------------------------------------- | ---------------------------------------------------------- | ---------------------------------------------------------- | ---------------------------------------------------------- | ---------------------------------------------------------- | ---------------------------------------------------------- | ---------------------------------------------------------- |
| 全国相互利用サービス対象エリア | Kitaca            | JR北海道             | －                                                         | ◎                                                          | ◎                                                          | ◎                                                          | ◎                                                          | ◎                                                          | △                                                          | ◎                                                          | ◎                                                          | ◎                                                          |
| 全国相互利用サービス対象エリア | Suica             | JR東日本ほか         | ◎                                                          | －                                                         | ◎                                                          | ◎                                                          | ◎                                                          | ◎                                                          | △                                                          | ◎                                                          | ◎                                                          | ◎                                                          |
| 全国相互利用サービス対象エリア | PASMO             | 首都圏民鉄・バス     | ◎                                                          | ◎                                                          | －                                                         | ◎                                                          | ◎                                                          | ◎                                                          | △                                                          | ◎                                                          | ◎                                                          | ◎                                                          |
| 全国相互利用サービス対象エリア | TOICA             | JR東海ほか           | ◎                                                          | ◎                                                          | ◎                                                          | －                                                         | ◎                                                          | ◎                                                          | △                                                          | ◎                                                          | ◎                                                          | ◎                                                          |
| 全国相互利用サービス対象エリア | manaca            | 中京圏民鉄・バス     | ◎                                                          | ◎                                                          | ◎                                                          | ◎                                                          | －                                                         | ◎                                                          | △                                                          | ◎                                                          | ◎                                                          | ◎                                                          |
| 全国相互利用サービス対象エリア | ICOCA             | JR西日本・JR四国ほか | ◎                                                          | ◎                                                          | ◎                                                          | ◎                                                          | ◎                                                          | －                                                         | △                                                          | ◎                                                          | ◎                                                          | ◎                                                          |
| 全国相互利用サービス対象エリア | PiTaPa            | 近畿圏民鉄・バスほか | △                                                          | △                                                          | △                                                          | △                                                          | △                                                          | △                                                          | －                                                         | △                                                          | △                                                          | △                                                          |
| 全国相互利用サービス対象エリア | SUGOCA            | JR九州ほか           | ◎                                                          | ◎                                                          | ◎                                                          | ◎                                                          | ◎                                                          | ◎                                                          | △                                                          | －                                                         | ◎                                                          | ◎                                                          |
| 全国相互利用サービス対象エリア | nimoca            | 九州民鉄・バスほか   | ◎                                                          | ◎                                                          | ◎                                                          | ◎                                                          | ◎                                                          | ◎                                                          | △                                                          | ◎                                                          | －                                                         | ◎                                                          |
| 全国相互利用サービス対象エリア | はやかけん        | 福岡市地下鉄         | ◎                                                          | ◎                                                          | ◎                                                          | ◎                                                          | ◎                                                          | ◎                                                          | △                                                          | ◎                                                          | ◎                                                          | －                                                         |
| 片利用対象エリア               | SAPICA            | 札幌地区各社         | ▽                                                          | ▽                                                          | ▽                                                          | ▽                                                          | ▽                                                          | ▽                                                          | ▽                                                          | ▽                                                          | ▽                                                          | ▽                                                          |
| 片利用対象エリア               | icsca             | 仙台地区各社         | ▽                                                          | △                                                          | ▽                                                          | ▽                                                          | ▽                                                          | ▽                                                          | ▽                                                          | ▽                                                          | ▽                                                          | ▽                                                          |
| 片利用対象エリア               | りゅーと          | 新潟交通             | ◯                                                          | ◯                                                          | ◯                                                          | ◯                                                          | ◯                                                          | ◯                                                          | ◯                                                          | ◯                                                          | ◯                                                          | ◯                                                          |
| 片利用対象エリア               | IruCa             | 高松琴平電気鉄道ほか | ▽                                                          | ▽                                                          | ▽                                                          | ▽                                                          | ▽                                                          | ▽                                                          | ▽                                                          | ▽                                                          | ▽                                                          | ▽                                                          |
| 片利用対象エリア               | エヌタスTカード   | 長崎自動車グループ   | ▽                                                          | ▽                                                          | ▽                                                          | ▽                                                          | ▽                                                          | ▽                                                          | ▽                                                          | ▽                                                          | ▽                                                          | ▽                                                          |
| 片利用対象エリア               | くまモンのIC CARD | 熊本県内各社         | ×                                                          | ×                                                          | ×                                                          | ×                                                          | ×                                                          | ×                                                          | ×                                                          | ×                                                          | ×                                                          | ×                                                          |

1. 1 2 3 4 5 6 7 8 9 10 11 12 13  ポストペイ方式での利用不可（事前のチャージが必要）。また、電子マネー決済による交通機関利用（別項参照）は利用不可。
2. 1 2 3 4 5 6  グリーン車Suicaシステム（Suicaグリーン券）は利用不可。
3. 1 2 3 4 5 6 7 8  PASMOエリアのうち関東鉄道（常総線および竜ヶ崎線）、千葉モノレールではPASMO・Suicaのみ利用可能。それ以外のICカードは利用不可。
4. ↑  近畿エリアのみポストペイ方式での利用が可能。それ以外のエリアでの利用は事前のチャージが必要。
5. ↑  函館市電の「箱館ハイカラ號」は利用不可。
6. ↑  JRバス東北・岩手県北自動車・岩手県交通・山交バスを除くSuica仙台エリアに限り、icscaによるSF利用が可能。icscaエリアではすべてのSuicaによるSF利用が可能。
7. 1 2 3 4 5 6 7 8 9 10 11 12 13 14 15 16 17 18 19 20  チャージ（窓口・チャージ機・車内チャージ）、乗り継ぎ割引の取り扱い無し。
8. ↑  でんでんnimocaエリア（熊本市電）に限り、くまモンのIC CARDによるSF利用が可能。

カード残額の制限
manacaエリア、TOICAエリア、およびicscaエリアではカード残額が0円でも入場・乗車できる（降車時にチャージまたは精算が必要）が、それ以外の相互利用エリアではカード残額0円では入場・乗車ができず、前もって以下の残高がチャージされていることが必要になる（駅でチャージができない場合もある）。また、運賃先払いの交通機関（一部のバス・路面電車等）では精算額以上の残高がないと利用できない。
なお、スマートEX/新幹線eチケットはSF利用ではないので改札外⇔新幹線改札内への制限はないが、新幹線乗り換え改札を通行する場合は在来線のカードエリアの残額が必要で、新幹線改札で入場記録の更新を行う。（同一駅の場合は引去額はゼロ）
- 1円以上：ICOCAエリア、PASPYエリア
- 10円以上：PiTaPaエリア[注釈 8]、SAPICAエリア、IruCAエリア、SUGOCAエリア、nimocaエリア、はやかけんエリア
- 1000円以上:Suicaの定期券新幹線乗車サービス
- 当該改札からの初乗り運賃以上（駅・改札口で異なる）：Kitacaエリア、Suicaエリア（「タッチでGo!新幹線」利用時[注釈 9]を含む）、PASMOエリア
  - 改札外乗換が有効の場合と定期券区間内を除く。なお、乗換駅までの運賃より目的地への運賃が安い場合でも差額の返金はない[注釈 10]。

おサイフケータイ/FeliCaを内蔵した携帯電話向けのモバイルアプリ（モバイルSuica・モバイルPASMO・モバイルICOCA）も交通系ICカードと同じような利用が可能だが、これらはカード挿入式タイプの自動券売機や精算機でのチャージに対応しておらず、オンラインチャージまたはトレー式タイプの自動券売機やコンビニなどのタッチ型端末のある場所で行う必要がある。

### 各カードの独自サービス
割引サービス
当該カードのエリア内で適用される独自の割引サービス（バス乗り継ぎ割引など）は、原則として相互利用サービス対応の他社局カード利用時には適用されない。
但し、下記の例外がある。
- PASMOエリアの都バス乗継割引サービスは、PASMO・Suicaに限り有効。
- ICOCAポストペイ対応エリアの時間帯指定割引・利用回数割引は、ICOCA・PiTaPaに限り有効（但しICOCAはポイント還元、PiTaPaは割引とサービス内容が異なる）。

ポイントサービス
当該カードのエリア内で適用される独自のポイントサービスは、原則として相互利用サービス対応の他社局カード利用時には適用されない。また、他社局エリア利用時にも適用されない。
但し、下記の例外がある。
- PASMOエリアで提供していたバス利用特典サービス（バス特）は、PASMO・Suicaに限り有効。
- SUGOCAポイント・はやかけんポイントは、筑肥線と福岡市地下鉄をまたいだ利用時にも1乗車につき一律10ポイントが追加付与される。ただし、利用先の区間のみを利用した場合は追加ポイントの対象外。

PiTaPaエリアにおける他カード利用制限
一部会社を除き、運賃不足時に現金やスルッとKANSAIカード等で差額の精算はできない。

## 沿革
事業者単位でのサービス開始については、相互サービス対応済カードの新規導入（エリア拡大）事例は除く。新幹線乗車サービスは別途参考。
- 2013年（平成25年）

相互利用の拡大（2018年3月まで）。GIFアニメ動画

  - 3月23日 - 上記10種類のカードで全国相互利用サービス開始[PR 2]。鉄道・バス計142事業者が参加。同時に新潟交通（りゅーとエリア）で全国相互利用サービス対応（片利用）開始。
  - 6月22日 - 札幌地区各社（SAPICAエリア）で全国相互利用サービス対応（片利用）開始[52]。
- 2014年（平成26年）
  - 3月1日 - 神戸新交通で全国相互利用サービス対応開始[PR 37]。
  - 3月21日 - 山陽電気鉄道で全国相互利用サービス対応開始[PR 38]。
- 2015年（平成27年）
  - 3月3日 - 神戸電鉄及び北神急行電鉄で全国相互利用サービス対応開始[PR 39]。
  - 3月14日 - JR東日本BRT区間（odecaエリア）で全国相互利用サービス対応（片利用）開始[53]。
  - 4月17日 - 高槻市営バスで全国相互利用サービス対応開始[PR 40]。
- 2016年（平成28年）
  - 3月12日 - 名古屋臨海高速鉄道及び名古屋ガイドウェイバスで全国相互利用サービス対応開始[54]。
  - 3月23日 - 熊本県内各社（くまモンのIC CARDエリア）で全国相互利用サービス対応（片利用）開始と共に、熊本市交通局との間で限定的相互利用開始[55]。
  - 3月26日 - 仙台地区各社（icscaエリア）で全国相互利用サービス対応（片利用）開始と共に、Suica仙台エリアとの間で限定的相互利用開始[56]。
  - 4月1日 - 大阪空港交通、阪急バス、阪急田園バス、阪神バス、神姫バス、神姫グリーンバス、神姫ゾーンバス、ウエスト神姫、神鉄バス、尼崎交通事業振興、奈良交通、エヌシーバス、京阪バス、京都京阪バス、京阪京都交通、江若交通で全国相互利用サービス対応開始[57]。
  - 6月10日 - 能勢電鉄で全国相互利用サービス対応開始[PR 41]。
- 2017年（平成29年）
  - 4月1日 - 多摩モノレール及び横浜シーサイドラインで全国相互利用サービス対応開始[58]。
  - 4月15日 - 神戸市バス及び神戸交通振興で全国相互利用サービス対応開始[PR 42]。
  - 10月1日 - 岡山電気軌道、両備ホールディングス、中鉄バス（国道53号の岡電バス共同運行便のみ）、下津井電鉄で全国相互利用サービス対応（片利用）開始[注釈 11][PR 43]。
- 2018年（平成30年）
  - 3月3日 - 高松琴平電気鉄道（IruCaエリア）で全国相互利用サービス対応（片利用）開始[PR 44]。
  - 3月17日 - 広島県内各社（PASPYエリア）で全国相互利用サービス対応（片利用）開始[注釈 12][PR 45]。
- 2019年（平成31年）
  - 3月2日 - ことでんバス（IruCaエリア）で全国相互利用サービス対応（片利用）開始[PR 46]。
- 2020年（令和2年）
  - 2月16日 - 長崎自動車グループ（エヌタスTカードエリア）で全国相互利用サービス対応（片利用）開始[PR 13]。
  - 3月23日 - 伊丹市交通局で全国相互利用サービス対応開始[59]。
- 2021年（令和3年）
  - 3月16日 - 山陽バスで全国相互利用サービス対応開始[PR 47]。
  - 3月21日 - 地域連携ICカードのtotraがサービスを開始し、全国相互利用サービスにも対応[PR 48]。
  - 3月27日 - 地域連携ICカードのIwate Green Passがサービスを開始し、全国相互利用サービスにも対応[PR 49]。
  - 10月1日 - 小豆島オリーブバスで全国相互利用サービス対応（片利用）開始[PR 50]。
- 2022年（令和4年）
  - 2月19日 - 地域連携ICカードのiGUCAがサービスを開始し、全国相互利用サービスにも対応[PR 51]。
  - 2月26日 - 地域連携ICカードのハチカがサービスを開始し、全国相互利用サービスにも対応[PR 52]。
  - 3月5日 - 地域連携ICカードのAOPASSがサービスを開始し、全国相互利用サービスにも対応[PR 53]。
  - 3月12日 - 地域連携ICカードのShuhoku Orange Passおよび nolbéがサービスを開始し、全国相互利用サービスにも対応[PR 54][PR 55]。
  - 3月26日 - 地域連携ICカードのAkiCAがサービスを開始し、全国相互利用サービスにも対応[PR 56]。
  - 4月29日 - 十和田観光電鉄が地域連携ICカードのTowada SkyBlue Passを発行開始[PR 57][60]。なお、同社は2022年3月5日からIC乗車サービスを開始し、全国相互利用サービスにも対応[PR 58]。
  - 5月14日 - 地域連携ICカードのchericaがサービスを開始し、全国相互利用サービスにも対応[PR 59]。
- 2023年（令和5年）
  - 2月25日 - 地域連携ICカードのMegoICaがサービスを開始し、全国相互利用サービスにも対応[PR 60]。
  - 7月1日 - odecaが地域連携ICカードにリニューアルされ、全国相互利用サービスとの完全相互利用開始。
- 2024年（令和6年）
  - 5月18日 - 地域連携ICカードのLOCOCAがサービスを開始し、全国相互利用サービスにも対応[PR 61][61]。
  - 11月15日 - 熊本県内各社（くまモンのIC CARDエリア）で全国相互利用サービス（片利用）を終了し、熊本市交通局との間で限定的な相互利用も終了[62]。
- 2025年（令和7年）
  - 3月1日 - KURURUが地域連携ICカードにリニューアルされ、全国相互利用サービス対応開始[PR 62][63]。
  - 3月29日 - 広島県内各社のPASPYがサービスを終了し、翌30日から一部事業者を除きICOCAによる全国相互利用サービスに移行[PR 63][64]。

## 今後の予定

### 全国相互利用サービス対応（その他)
MOBIRY DAYS導入事業者
PASPY（2025年3月29日サービス終了）の後継となるMOBIRY DAYS（2024年9月7日本格導入）には、それ自体に交通系ICカード全国相互利用サービスとの互換性がないため、広島電鉄グループ各社と一部の呉市生活バス運行事業者ではICOCAの簡易型端末を並行導入して、全国相互利用サービスを行っている。
将来的にMOBIRY DAYSの車載器でも全国交通系ICカードや、新たに流通大手の電子マネーを使えるように検討しており、時期は未定ながらも早期の実現を目指すとしている。

### 全国相互利用サービスからの離脱
くまモンのIC CARD導入事業者（全国相互利用サービス離脱）
くまモンのIC CARDを導入している熊本電気鉄道及び九州産交バス他3社では、料金収受機器の更新に公的補助がないこと、また各社の収益が悪化していることを理由に、約12億円の更新費（2025年3月末が保守期限）がかかる全国相互利用サービスの片利用を2024年11月15日で終了し、翌16日から利用できなくなった。代替として2025年2月24日からクレジットカードによるタッチ決済を導入したほか、スマートフォンによるQRコード決済の導入も検討されている（導入時期未定）。
また、くまモンのIC CARDとでんでんnimocaの双方に対応している熊本市電でも、2026年春を目処にnimocaを含む全国相互利用サービスから離脱することを表明した。熊本市電では既にクレジットカードのタッチ決済を導入済みで、全国相互利用サービスの有無による機器更新費用の変動は少ないものの、地域内の運賃支払方法を統一することを優先した。